# Ingram (Wisconsin)
Ingram – wieś w Stanach Zjednoczonych, w stanie Wisconsin, w hrabstwie Rusk.